# Dysschema inclusa
Dysschema inclusa là một loài bướm đêm thuộc phân họ Arctiinae, họ Erebidae.